# Glypturus armatus
Glypturus armatus is een tienpotigensoort uit de familie van de Callianassidae. De wetenschappelijke naam van de soort werd in 1870 voor het eerst geldig gepubliceerd door Alphonse Milne-Edwards.